# Breithorn
El Breithorn és una muntanya dels Alps Penins situada entre Itàlia i Suïssa, considerada una de les muntanyes de més de 4.000 metres d'altitud més fàcils dels Alps
La ruta normal (SSO) continua per sobre la glacera abans de pujar cap al cim per unes rampes de neu de 35º. Tot i les aparents facilitats, els alpinistes inexperimentats poden trobar-se amb serioses dificultats si no vigilen amb les esquerdes en la glacera de Plateau Rosà, les cornises o bé en cas de mal temps.
Per als alpinistes amb més experiència que volen un major repte, la travessa de la cresta del Breithorn és una bona opció.
La primera ascensió al cim va ser duta a terme l'any 1813 per Henry Maynard, Joseph-Marie Couttet, Jean Gras, Jean-Baptiste Erin i Jean-Jacques Erin.
Està format per tres cims:
- Breithorn Occidental (4.165 m.)
- Breithorn Central (4.159 m.)
- Breithorn Oriental (4.139 m.)

## Galeria

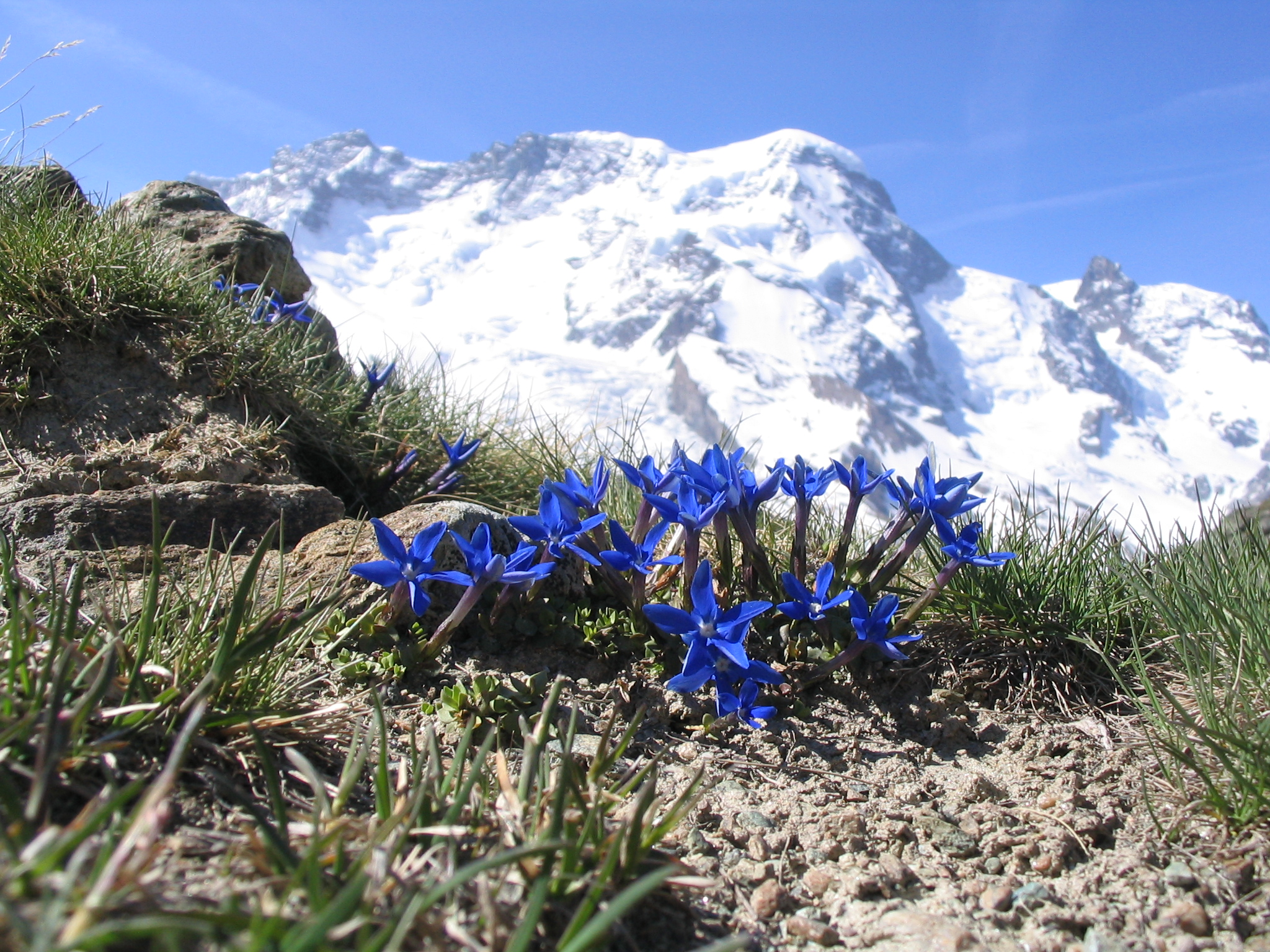
Breithorn amb una genciana al davant
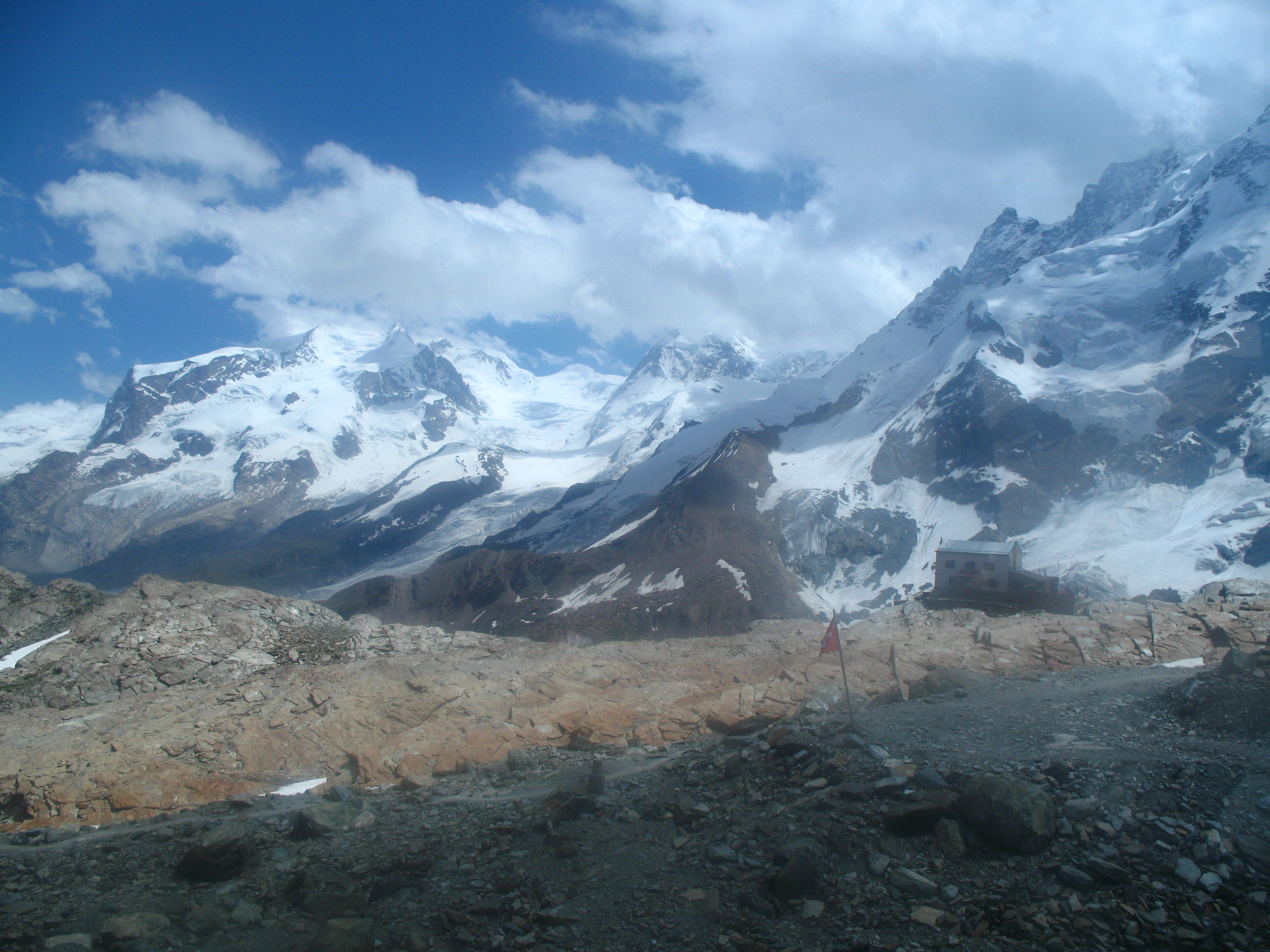
Klein Matterhorn